# Ennio Cavalli
Ennio Cavalli (Forlì, 29 ottobre 1947) è un poeta, giornalista e scrittore italiano.

## Biografia
Romagnolo di nascita, vive a Roma. Dapprima Inviato speciale, è ora caporedattore culturale dei GRR-RAI. Ha condotto Contemporanea, le cui sigle erano i brani It's Raining Men di Geri Halliwell e Sun Is Shining di Bob Marley, che sono stati usati rispettivamente in apertura e in chiusura della trasmissione.
È un noto poeta e narratore, vincitore di numerosi importanti premi nazionali, tra i quali il "Campiello - Giuria dei Letterati" e il "Viareggio" Poesia. È presente nelle principali antologie di poeti, tra cui Poesia italiana oggi (Newton Compton, 1981) e Poesia italiana del Novecento (Newton Compton, 1990).

## Poesia
- L'infinito quotidiano (Forum, 1973)
- Naja tripudians (Marsilio, 1976)
- Trent'anni (L'Airone, 1978)
- Carta intestata (Spirali, 1981)
- Dal canto mio (traduzioni) (Il Cristallo, 1988)
- Po e Sia (Sansoni, 1991)
- Libro di storia e di grilli (Campanotto Editore, 1996)
- Libro di scienza e di nani (Empiria, 1999)
- Bambini e clandestini (Donzelli, 2002)
- Cose proprie (Spirali, 2003)
- L'imperfetto del lutto (Aragno, 2008)
- Libro grosso (Aragno, 2009)
- Minime e massime - Poesie (La vita felice, 2010)
- La cosa poetica (Archinto, 2014).
- Poesie incivili (Aragno, 2017)
- Orfeo e il signor Tod (La vita felice, 2018)
- Se ero più alto facevo il poeta (La nave di Teseo, 2020)

## Prosa
- Dei paesi tuoi (Maggioli, 1984),
- La Bibbia in lattina - Versetti a strappo (Sansoni, 1992), (con lettera di Federico Fellini)
- 10 Fellini ½ (Guaraldi, 1994),
- Due ruote fa (La Vita Felice, 1997),
- Il poeta è un camionista (Saggio, Il Mulino, 1998),
- Fiabe storte (Donzelli, 2003),
- Il divano del Nord. Viaggio in Scandinavia. (Feltrinelli, 2005).

## Opere per ragazzi
- La gallina dalle grida d'oro (Laterza, 2000)
- Se nascevo gabbiano... era peggio (Feltrinelli, 2001)
- I gemelli giornalisti (Piemme, 2002)
- I gemelli giornalisti a Hollywood (Piemme, 2007)
- I gemelli giornalisti sono io (Piemme, 2011)
- I gemelli giornalisti sempre in viaggio (Piemme, 2016)
- Poesie per entrarci dentro (Argentodorato, 2020)

## Romanzi e racconti
- La donna che affittava un dito (Mobydick, 1996),
- L'amore in cuffia (La Vita Felice, 1997),
- Il romanzo del Nobel (con una nota di Dario Fo, 2000),
- Quattro errori di Dio (Aragno, 2005)

## Riconoscimenti
- 2002: Premio Nazionale Letterario Pisa, per la poesia[1]
- 2003: Premio Pascoli, per la poesia[2]
- 2005: Premio Selezione Campiello[3]
- 2009: Premio Viareggio[4]
- 2020: Premio Letterario Camaiore, alla carriera poetica